# Иван Фёдорович (князь галицкий)
Иван Фёдорович (ум. 1354) — удельный князь Галицкий в 1335—1354 годах, сын галицкого князя Фёдора Давыдовича. 

## Биография
Известен только по некоторым родословным. А. В. Экземплярский сообщает, что он стал галицким князем в 1335 году. Согласно тем же родословным, оставил единственного сына Дмитрия, который управлял в 1354 году Галицким княжеством, а позже великий князь Московский Дмитрий Иванович Донской выгнал его из Галича. С этой версией происхождения Дмитрия соглашается А. В. Экземплярский. В то же время Н. М. Карамзин, а за ним и ряд других исследователей считают его сыном князя Ивана Давыдовича.